# Pablo Mastroeni
Pablo Mastroeni (Mendoza, 1976. augusztus 29. –) argentin születésű amerikai válogatott labdarúgó, edző. 2022 óta a Real Salt Lake vezetőedzője.

## Sikerek

### Klub
- Miami Fusion
  - MLS: 2001 (Alapszakasz győztese)
- Colorado Rapids
  - MLS: 2010 (MLS-bajnok)

### Válogatott
- USA
  - CONCACAF-aranykupa: 2002, 2005, 2007